# Araneus diadematus stellatus
Araneus diadematus stellatus is een ondersoort van de kruisspin (Araneus diadematus). De ondersoort komt voor in bijna geheel Europa. De spin is in 1836 wetenschappelijk beschreven.